# Taz-Mania (jeu vidéo)
Pour les articles homonymes, voir Taz-Mania.
 (juin 2015).
Si vous disposez d'ouvrages ou d'articles de référence ou si vous connaissez des sites web de qualité traitant du thème abordé ici, merci de compléter l'article en donnant les références utiles à sa vérifiabilité et en les liant à la section « Notes et références ».
Taz-Mania est un jeu vidéo de plates-formes de Sega, sorti en 1992 sur Mega Drive, Game Gear et Master System dans lequel le joueur contrôle Taz, un héros des dessins animés de la Warner Bros. Pictures. La sortie du jeu fait suite à la création de la série télévisée Taz-mania en 1990.

## Système de jeu
Dans ce jeu, Taz peut attaquer les ennemis en se transformant en tornade comme il le fait dans les dessins animés. Il peut creuser des tunnels et ainsi débloquer des passages secrets. Il peut également changer de taille dans certaines zones. En étant minuscule, il accède à des passages très étroits. En devenant gigantesque, il est invulnérable, mais ne peut plus sauter. Les niveaux sont non-linéaires et autorisent plusieurs chemins ainsi que des retours en arrière.